# 볼펜
볼펜(문화어: 원주필／圓珠筆, 영어: biro 또는 ball pen)은 볼포인트 펜(영어: ballpoint pen)의 약자로 현대의 필기구이다. 잉크를 구슬에 묻혀 구슬이 굴러가는 원리로 작동하는 펜이다. 심 끝에 달린 금속구에 잉크가 분비되는 펜으로, 일반적으로 사용되는 금속은 강철, 황동 또는 탄화텅스텐이다. 볼펜은 딥펜과 만년필의 안정적인 대체품으로 고안 및 개발되었고, 현재 세계에서 가장 많이 사용되는 필기구이며, 매일 수백만 개가 제조 및 판매된다.  이 펜의 잉크는 일반적으로 다른 종류의 펜보다 용지에 더 쉽게 자주 스며들어 예술과 그래픽 디자인에 영향을 미쳤으며 이 결과로 볼펜화라는 장르가 생겼다.
일부 펜 제조사는 고급 볼펜을 '사치품'이나 '수집가'들을 위한 것으로 생산한다.
한편 Bic의 크리스탈(Cristal)은 미국에서 인기 있는 일회용 볼펜으로, 뉴욕 현대 미술관의 영구 컬렉션에서 그 위치를 인정받고 있다.

## 역사

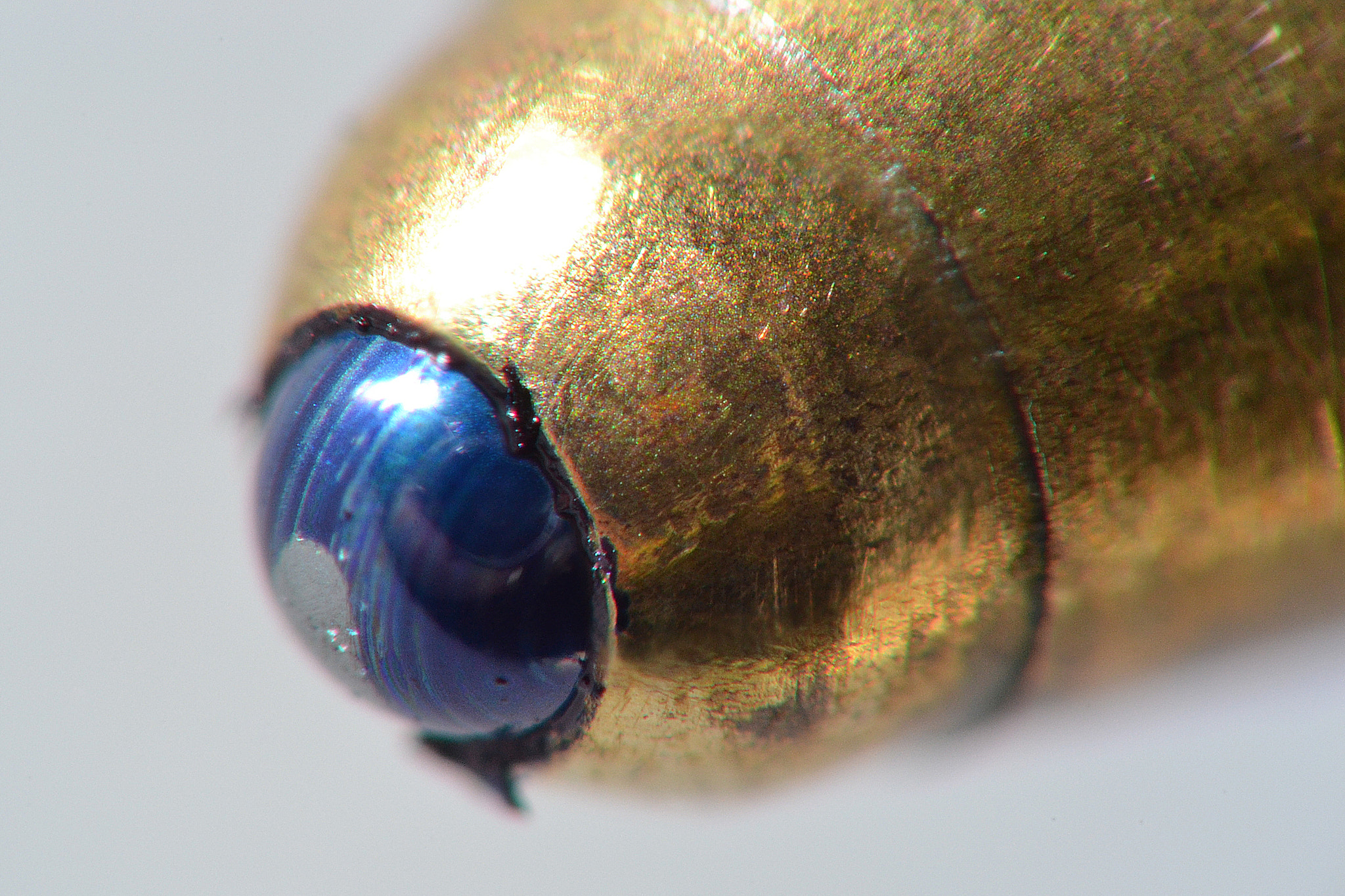
빅 크리스탈 볼펜의 볼 확대

볼펜에서 볼의 움직임

### 기원
필기구에서 "금속구"를 종이에 잉크를 공급하는 것으로 사용한다는 개념은 19세기 후반부터 존재해 왔다. 이들의 발명에서, 잉크는 튜브에서 흐르거나 펜에서 떨어지지 않도록 작은 볼에 의해 막힌 얇은 튜브에 저장되었다.
볼펜에 대한 최초의 특허는 1888년 10월 30일, 존 J. 라우드에게 발급되었다. 그는 만년필로는 쓸 수 없는 "나무, 거친 포장지 및 기타 물품과 같은 거친 표면"에 글씨를 쓸 수 있는 필기구를 만들려고 시도했다. 라우드의 펜에는 작은 회전 강철 공이 있으며 소켓에 의해 고정되어 있었다. 가죽과 같은 거친 표면에 쓰는데 사용될 수 있지만 라우드가 의도 한대로 문자를 쓰기에는 너무 거친 것으로 드러났다. 상업적 경쟁력이 없었기 때문에 그 잠재력은 활용되지 않았으며 특허는 결국 말소되었다.
오늘날 알려진 경제적이고 안정적인 볼펜의 제조는 20세기 초의 실험, 현대 화학 및 정밀 제조 능력에서 비롯되었다. 초기 개발 과정에서 전 세계에 출원된 여러 가지 특허는 펜을 상업적으로 사용 가능하고 널리 이용 가능하게 만들려는 시도에 대한 증거이다. 초기의 볼펜은 잉크를 고르게 전달하지 못했다. 잉크의 샘 및 막힘은 발명가들이 신뢰할 수 있는 볼펜을 개발하는 데 직면 한 장애물 중 하나였다. 볼 소켓이 너무 빡빡하거나 잉크가 너무 걸죽한 경우 용지에 닿지 않고, 소켓이 너무 느슨하거나 잉크가 너무 묽으면 펜이 새거나 잉크가 번질 수 있다. 피스톤, 스프링, 모세관 작용 및 중력에 의해 가압된 잉크 저장소는 모두 잉크 전달 및 흐름 문제에 대한 해결책으로 작용했을 것이다.
헝가리 신문 편집자(후에 귀화한 아르헨티나인)인 비로 라슬로는 만년필에 잉크를 채워야하는 번거로움과 잉크가 번지는 불편함을 개선하고자 시도했다. 그는 신문 인쇄에 사용되는 잉크가 빨리 마르고 번지지 않는 것에 주목하여 같은 종류의 잉크를 사용하기로 했다. 비로는 그의 형제이자 화학자인 죄르지(György)의 도움을 받아서 새로운 필기구를 위해 새로운 점성 잉크를 개발했다.
비로의 혁신은 잉크 점도와 볼 소켓 메커니즘을 성공적으로 결합시켰다. 볼 소켓 메커니즘은 잉크가 저장소 내에서 건조되는 것을 방지하면서 흐름을 제어한다. 비로는 1938년 6월 15일 영국 특허를 출원했다.
1941년 비로 형제와 그들의 친구였던 후안 호르헤 마인은 독일에서 아르헨티나로 이주하여 "Bíró Pens of Argentin"를 설립하고 1943년에 새로운 특허를 출원했다. 그들의 펜은 아르헨티나에서 "바이롬(Birome)(비로와 마인이라는 이름의 합성어)"로 판매되었으며, 볼펜은 여전히 그 나라에서 잘 알려져 있다. 이 새로운 디자인은 영국에서 라이센스를 받았다. 이 디자인은 RAF 항공기 승무원을 위해  제작되었다. 볼펜은 만년필보다 잉크가 누출되기 쉬운 고지대에서 만년필보다 다용도로 사용 가능한 것으로 밝혀졌다.
비로의 특허 및 볼펜에 대한 기타 초기 특허는 종종 "볼 포인트 만년필"이라는 용어를 사용했다.

### 전후 확산

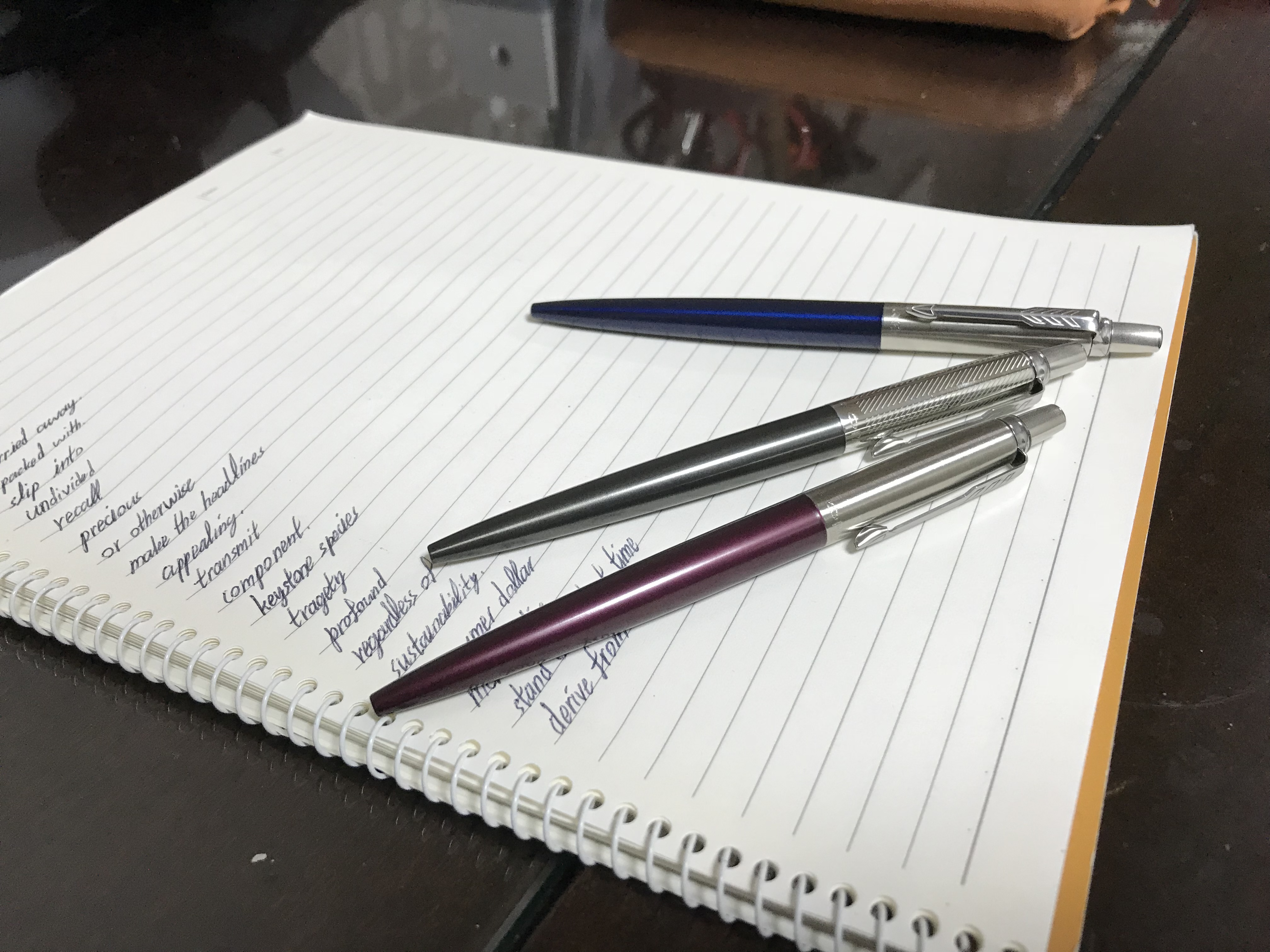
2018년 파커의 조터는 1954년에 처음 나온 버전과 유사하다.

제2차 세계 대전 이후 많은 회사들이 자체적으로 볼펜 디자인을 상업적으로 생산하려고 했다. 전쟁 전, 아르헨티나에서 비로메(Birome) 볼펜의 성공은 제한되었다, 그러나 중반 1945년의 샤프 펜슬 제조 업체 (주)에버샤프, (주)에버하르트 파버와 협력하여 미국에서 비로메의 판매 라이센스 권한을 따냈다.
1946년, 카탈로니아 회사인 Vila Sivill Hermanos는 Regia Continua라는 볼펜을 만들기 시작했으며 1953년부터 1957년까지 프랑스 회사 Société Bic과 계약을 맺고 공장에서 빅 볼펜을 만들었다.
같은 기간에 미국 기업가인 Milton Reynolds는 아르헨티나 부에노스 아이레스로 출장을 가는 동안 Birome 볼펜을 만났다.   상업적 잠재력을 인식 한 그는 여러 볼펜 샘플을 구입하고 미국으로 돌아와 Reynolds International Pen Company를 설립했다. 레이놀즈는 미국 특허를 얻기에 충분한 디자인 변경으로 바이 로메 특허를 우회하여 Eversharp 및 기타 경쟁사를 제치고 펜을 미국 시장에 소개했다. 1945년 10월 29일 뉴욕시의 Gimbels 백화점에서 데뷔 한  각각 12.50 달러 (1945 달러, 2022 180 달러),  "레이놀즈 로켓"은 상업적으로 성공한 최초의 볼펜이 되었다. 레이놀즈는 큰 성공을 거두면서 펜을 마케팅하기 위해 최선을 다했다. Gimbel은 일주일 내에 수천 개의 펜을 판매했다. 영국에서 Miles Martin 펜 회사는 1945년 말까지 상업적으로 성공한 최초의 볼펜을 생산하고 있었다.
레이놀즈와 에버 샤프의 볼펜은 미국의 소비자 기대에 부응하지 못했다. 볼펜 판매는 1946년에 정점에 이르렀으며, 시장 포화로 인해 소비자의 관심이 급락했다. 1950년대 초반에 볼펜 붐이 진정되었고 레이놀즈의 회사는 부도가 났다.
1950년대에 등장한 볼펜 브랜드 중 Paper Mate 펜은 캐나다에서 자체 볼펜을 배포할 수 있는 권한을 구입했다.  잉크 안정성에 대한 우려에 직면하여 Paper Mate는 새로운 잉크 공식을 개척하고 이를 "은행가 승인"으로 광고했다. 1954년 Parker Pens는 회사 최초의 볼펜인 " The Jotter "를 출시했으며 펜에 텅스텐 카바이드 질감의 볼베어링 사용을 포함한 추가 기능과 기술 발전을 자랑했다.  1년 이내에 Parker는 3백만에서 9달러 사이의 가격으로 수백만 개의 펜을 판매했다.  1960년대에 실패한 Eversharp Co.는 펜 사업부를 Parker에 팔아 결국 부도가 났다.
Marcel Bich는 1950년대 미국 시장에 볼펜을 도입했으며 비로로부터 라이센스를 받았으며 아르헨티나 디자인을 기반으로 한다. Bich는 1953년에 그의 이름을 Bic으로 줄였으며, 현재 전 세계적으로 인정받는 볼펜 브랜드가 되었다.  빅 펜은 회사가 "처음으로 글을 쓸 때마다!" 1960년대 광고 캠페인. 이 시대의 경쟁으로 인해 볼펜의 단가가 크게 떨어졌다.

## 잉크
볼펜 잉크는 일반적으로 염료가 25-40 % 정도 포함된 페이스트이다. 염료는 "오일"의 용매에 현탁된다. 가장 일반적인 오일은 벤질 알코올 또는 페녹시 에탄올이며, 염료와 혼합되어 빠르게 건조되는 부드러운 페이스트를 만든다. 잉크에는 종종 글씨를 칠하는 동안 볼 팁을 윤활하는 데 도움이 되는 지방산이 들어 있다. 하이브리드 잉크에는 잉크에 윤활제가 추가되어 보다 부드러운 필기 경험을 제공한다. 잉크의 건조 시간은 잉크의 점도와 볼의 직경에 따라 다르다.
일반적으로 잉크의 점성이 높을수록 건조 속도는 빨라지지만 잉크 분사에 더 많은 필기 압력을 가해야 한다. 그러나 덜 점성이지만 하이브리드 잉크는 일반 볼펜 잉크에 비해 건조 시간이 더 빠르다. 또한 볼이 클수록 더 많은 잉크가 분사되므로 건조 시간이 길어진다.
청색 및 흑색 볼펜에 사용되는 염료는 디아 조 화합물 또는 프탈로시아닌 으로부터 유도된 트리 아릴 메탄 및 산 염료를 기본으로 하는 염기성 염료이다. 청색 (및 검은색) 잉크의 일반적인 염료는 프 러시안 블루, 빅토리아 블루, 메틸 바이올렛, 크리스탈 바이올렛 및 프탈로시아닌 블루이다. 염료 에오신 은 일반적으로 적색 잉크에 사용된다.
잉크는 건조 후 물에 강하지만 아세톤 및 다양한 알코올을 포함하는 특정 용매에 의해 지워질 수 있다.

## 볼펜의 종류

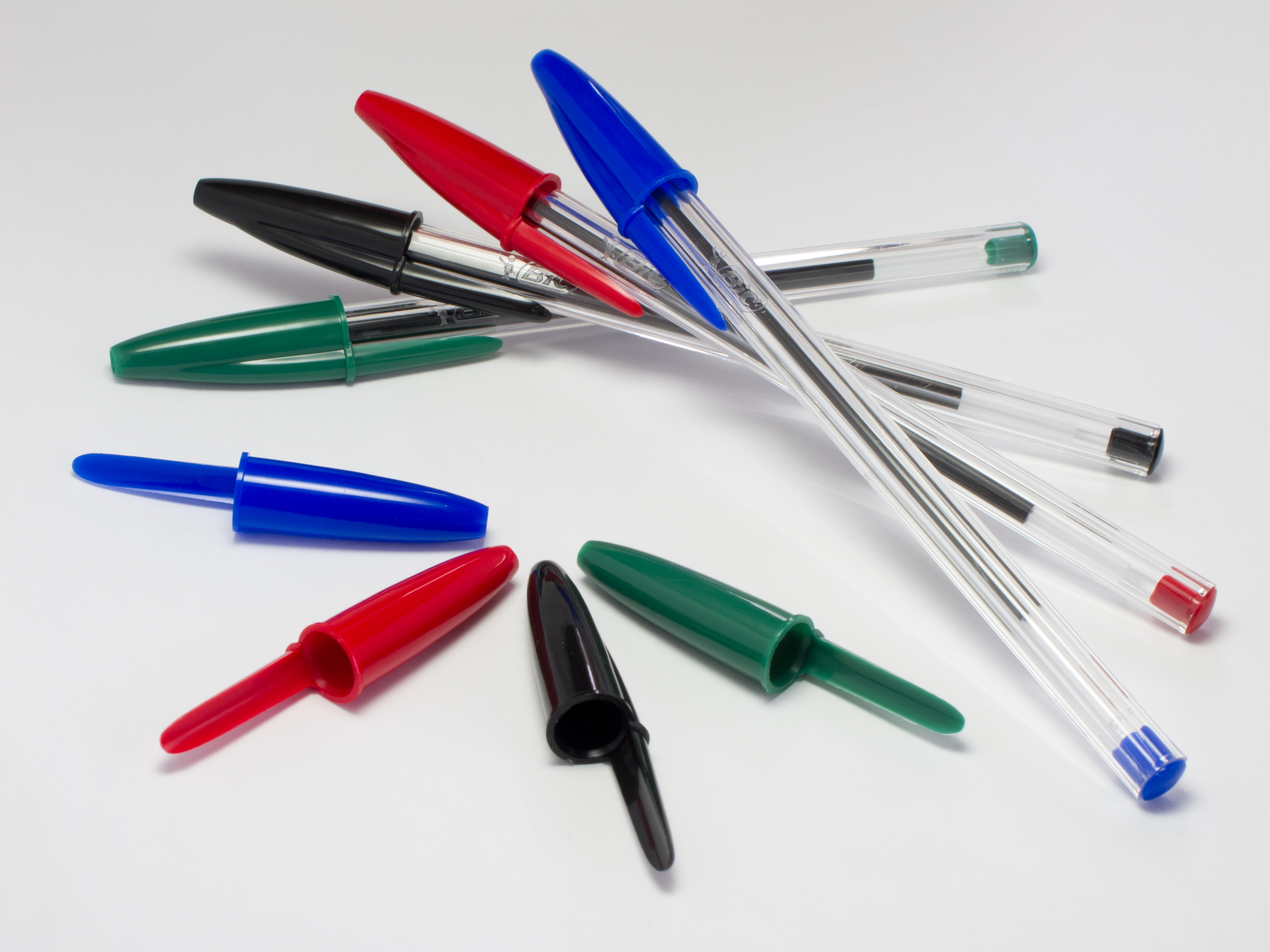
4 가지 기본 잉크 색상으로 표시된 빅 크리스탈 볼펜

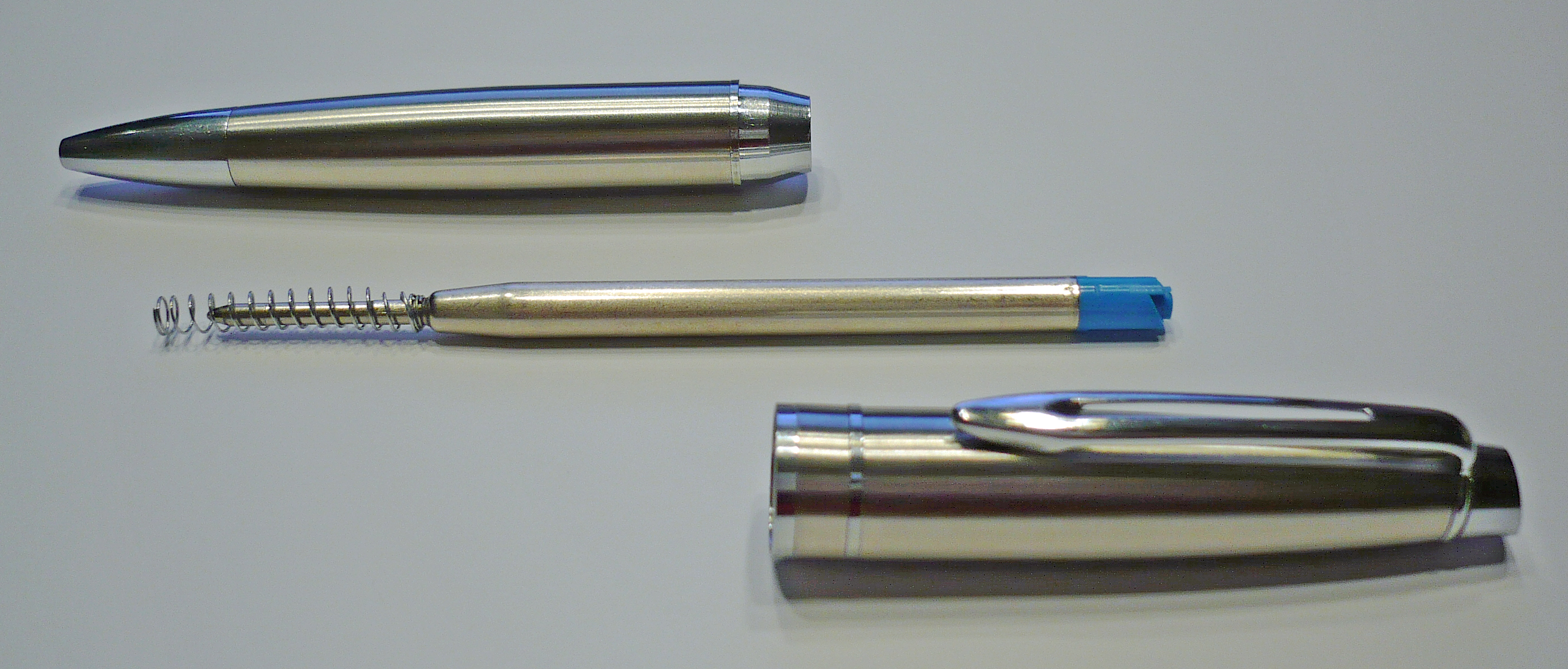
대용량 G2 리필 기능이있는 트위스트 액션 볼펜

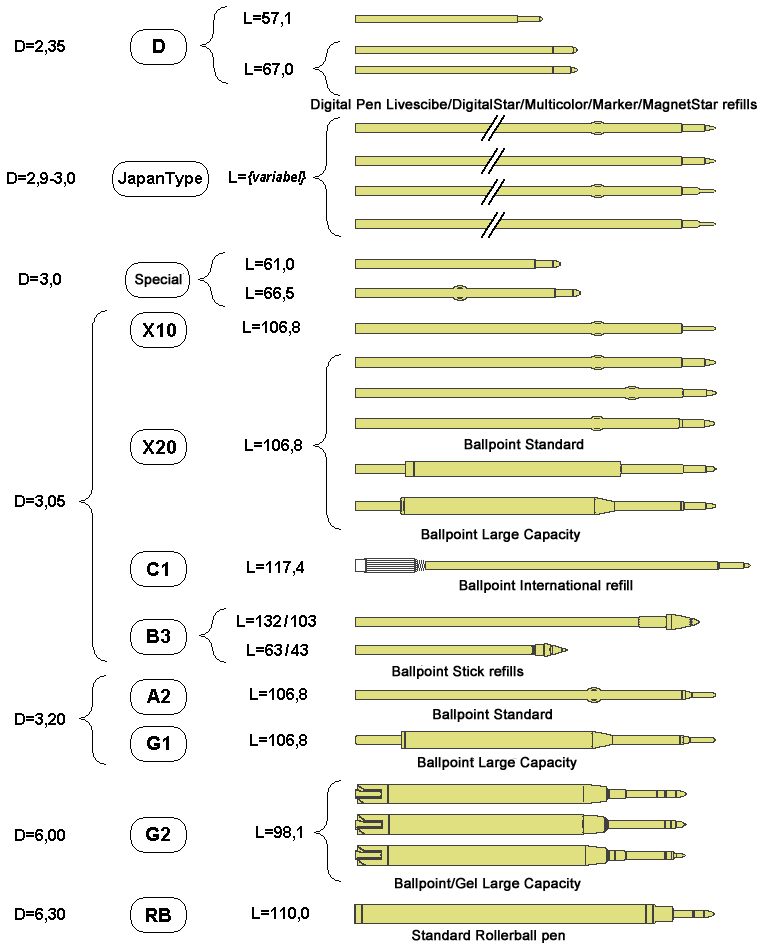
일반적으로 사용되는 볼 포인트 리필 유형 (직경 및 길이 (mm))

볼펜은 일회용 모델과 리필 모델로 생산된다. 리필을 사용하면 볼펜 및 소켓을 포함한 전체 내부 잉크 저장소를 교체할 수 있다. 이러한 특성은 일반적으로 디자이너 유형의 펜 또는 더 미세한 재료로 구성된 펜과 관련이 있다. 가장 간단한 유형의 볼펜은 일회용이며 펜을 사용하지 않을 때 팁을 덮을 수 있는 캡 또는 팁을 감는 메커니즘을 가지고 있다  제조업체마다 다르지만 일반적으로 스프링 또는 스크류 메커니즘이다.
롤러 볼 펜은 동일한 볼펜 방식을 사용하지만 유성 잉크 대신 수성 잉크를 사용한다. 유성 볼펜과 비교하여 롤러 볼 펜은보다 유동적인 잉크 흐름을 제공하는 것으로 알려져 있지만 필기 표면에 고정되어 있으면 수성 잉크가 얼룩질 것이다. 수성 잉크는 또한 갓 적용할 때 더 이상 젖은 남아 "번짐"에 따라서 경향이 있다 - (서면 또는 오른 손잡이 명에서 왼쪽 손으로 사람들에게 문제가 포즈를 오른쪽에서 왼쪽으로 하고, 해야 "실행"쓰기 표면 - 스크립트) 젖다.
일부 볼펜은 점도가 표준 볼펜 잉크보다 낮지 만 롤러 볼 잉크보다 큰 하이브리드 잉크 배합물을 사용한다. 기록할 때 번지는 것을 방지하기 위해 표준 볼펜보다 잉크가 빨리 건조된다. 이 펜은 왼손잡이에게 더 적합하다. Uni Jetstream 및 Pilot Acroball 범위가 그 예이다. 이 펜은 일반 볼펜에 비해 쓰기 작업이 더 매끄럽기 때문에 "매우 매끄럽게"라고 표시되어 있다.
볼펜은 잉크로 볼을 코팅하기 위해 중력에 의존하기 때문에 대부분 거꾸로 쓰는 데 사용할 수 없다. 그러나 미국의 Fisher 펜이 개발 한 기술은 "Fisher Space Pen "으로 알려진 것을 생산했다. 스페이스 펜은 점성이 있는 잉크와 가압 된 잉크 저장소를 결합하여 잉크를 점 쪽으로 향하게 한다. 표준 볼펜과 달리 Space Pen의 가압식 저장통의 후단은 밀봉되어 증발과 누출을 제거하여  중력이 거의 없는 환경에서 수 중에서 펜을 거꾸로 쓸 수 있다. 우주 비행사는 우주 공간에서 이 펜을 사용했다.
지울 수 있는 잉크가 있는 볼펜은 Paper Mate 펜 회사가 개척했다.  지울 수있는 볼펜의 잉크 공식은 고무 시멘트 와 비슷한 특성을 지니고 있기 때문에 잉크가 건조되기 전에 필기 면에서 문자 그대로 깨끗하게 문질러서 영구적으로 된다.  지울 수 있는 잉크는 표준 볼펜 잉크보다 훨씬 두껍기 때문에 잉크 흐름을 촉진하기 위해 가압 카트리지가 필요하다. 즉, 거꾸로 쓸 수도 있다. 이 펜에는 지우개가 장착되어 있지만 모든 지우개로 충분하다.
저렴한 일회용 빅 크리스털 (또는 간단히 "빅 펜"또는 "Biro")은 세계에서 가장 널리 판매되는 펜으로 알려져 있다. 그것은 빅 회사의 첫 번째 제품이었으며 여전히 회사 이름과 동의어이다. 빅 크리스탈은 뉴욕시 현대 미술관에서 상설 컬렉션으로, 산업 디자인으로 잘 알려져 있다.  육각형 배럴은 나무 연필과 비슷하며 투명하며 저수지의 잉크 잔량을 보여준다. 원래 봉인된 유선형 캡인 현대식 펜 캡은 상단에 작은 구멍이 있어 안전 기준을 충족하므로 어린이가 목구멍에 빨려 들어가면 질식을 예방할 수 있다.
멀티 펜은 다양한 색상의 볼펜 리필 기능이 있는 펜이다. 때때로 볼 포인트 리필은 다른 비볼 포인트 리필과 결합된다.
볼펜은 한쪽 끝에는 볼펜 끝이 있고 다른 쪽에는 터치스크린 스타일러스가 있다.
볼펜은 호텔과 같은 회사에서 광고 형태로 회사 이름으로 인쇄 한 경우가 있다. 볼펜은 상대적으로 저렴한 광고이며 매우 효과적이다 (고객은 매일 펜을 사용하므로 볼 것이다). 비즈니스 및 자선 단체는 우편 발송에 고객의 관심을 높이기 위해 직접 우편 캠페인에 볼펜을 포함시킨다. 1963년 존 F. 케네디 대통령 암살을 기념하는 펜과 같은 행사를 기념하기 위해 볼펜도 제작되었다.

## 예술 매체로

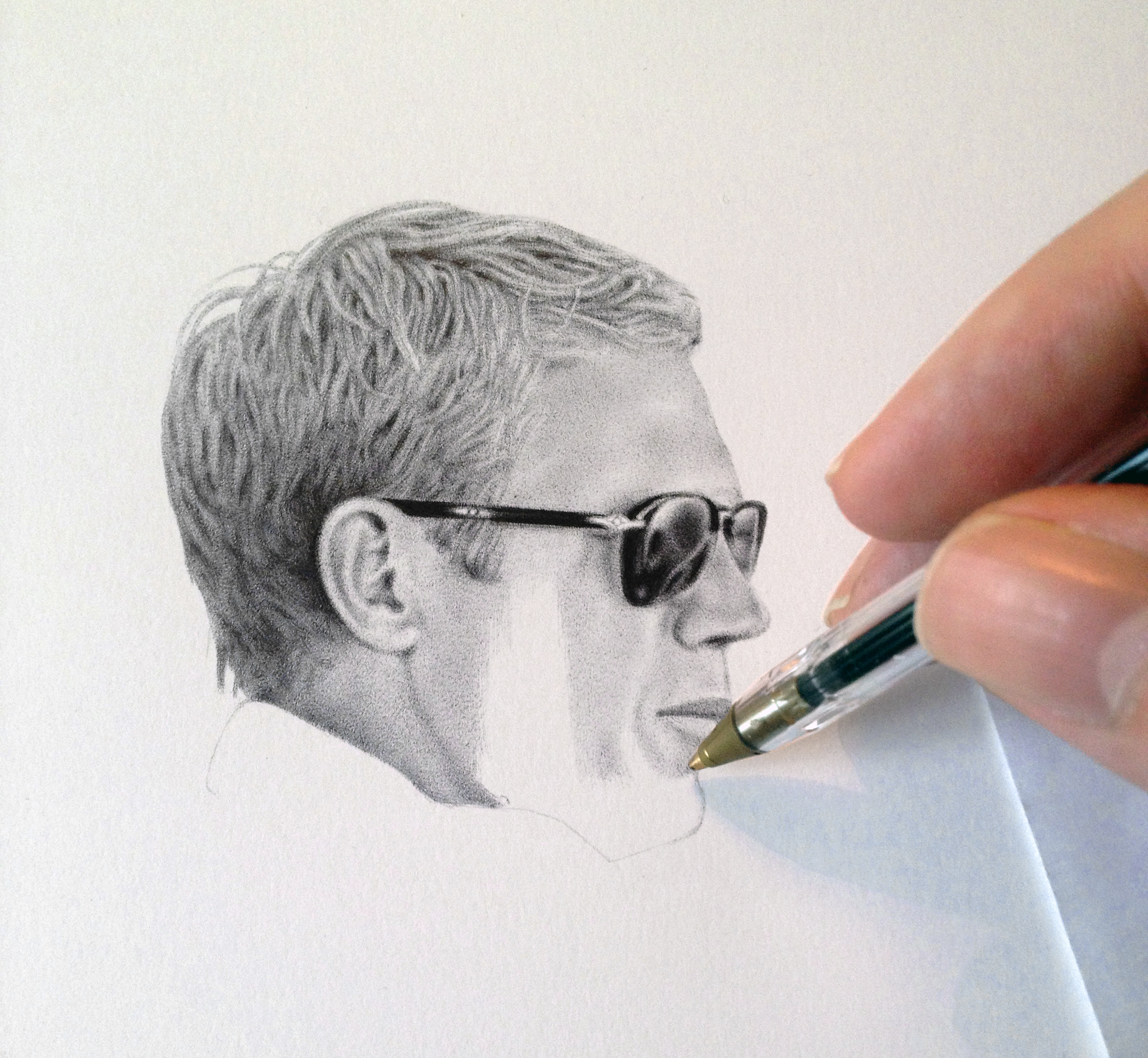
진행중인 볼펜 작업 예 – 아티스트 James Mylne의 배우 Steve McQueen의 렌더링

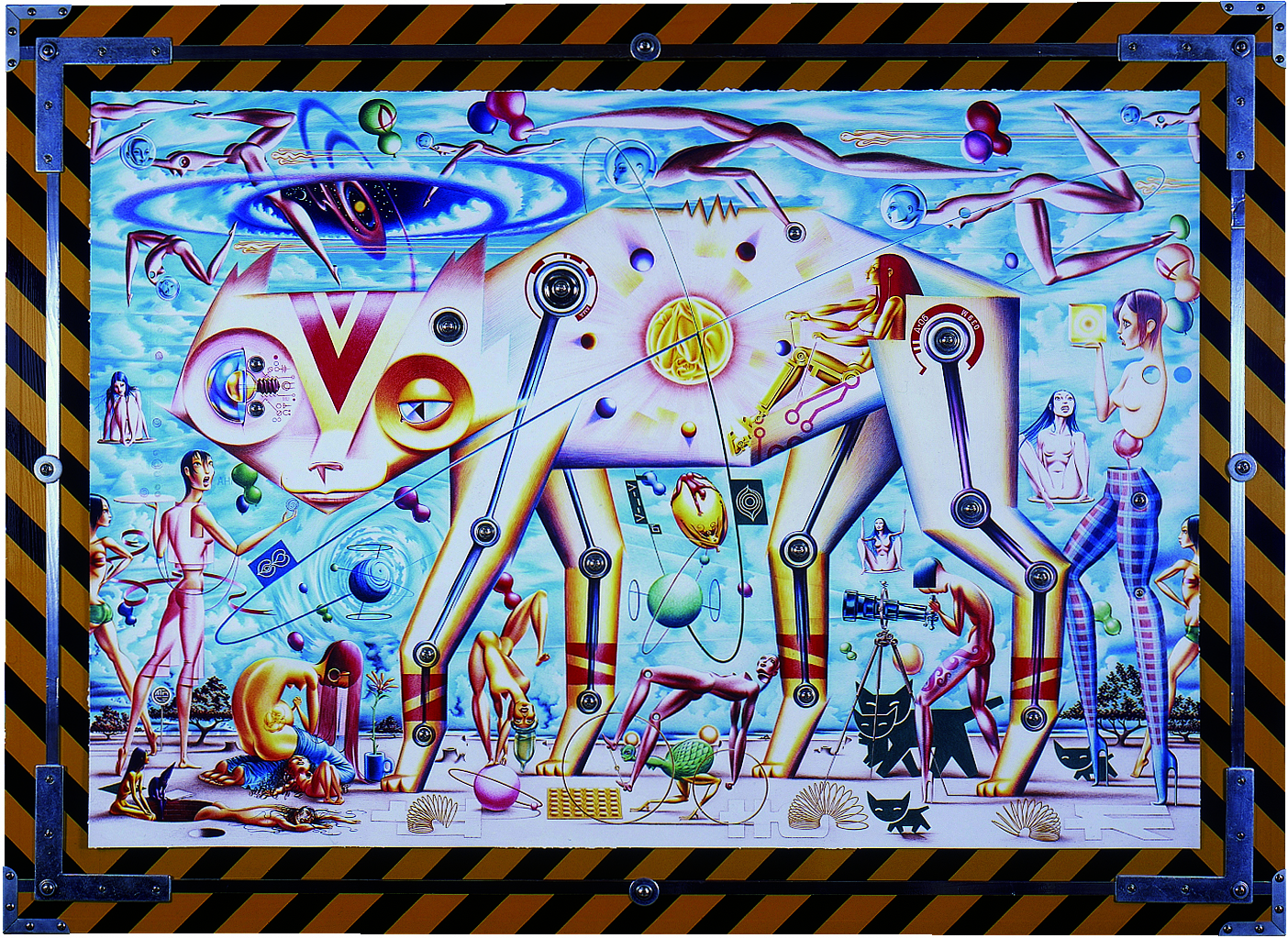
Lennie Mace의 볼펜 " 펜팅 ", Uchuu Neko Parade (2005) 볼펜 및 종이 하드웨어

볼펜은 다양한 입증 한 예술 매체 전문 예술가뿐만 아니라 아마추어를 위한 기념일 로고.  실무자들은 저렴한 비용, 가용성 및 이식성을 인용하여 이 공통 필기구를 편리하고 대안적인 예술 공급품으로 만든다.  일부 아티스트는 혼합 미디어 작품 내에서 사용하는 반면 다른 아티스트는 자신의 선택 매체로만 사용한다.
볼펜과 일반적으로 관련이없는 효과를 얻을 수 있다.  스티 플링 및 크로스 해칭과 같은 전통적인 펜 앤 잉크 기술을 사용하여 하프 톤을 만들거나  형태와 볼륨의 환상을 만들 수 있다.  정밀한 라인 작업이 필요한 아티스트에게는 볼펜이 분명 매력이다. 볼펜은 브러시를 사용하여 효과적으로 실행되지 않는 날카로운 선을 허용한다.  세밀하게 적용한 결과 이미지는 에어브러시 된 아트 워크  와 사진으로 오해되어 볼펜 아티스트인 Lennie Mace 이 "와우 팩터"라고 하는 불신의 반응을 일으킨다.
앤디 워홀 (Andy Warhol)과 같은 유명한 20 세기 예술가들은 경력 중에 어느 정도 볼펜을 사용했다.  볼펜 작품은 21 세기에도 계속해서 관심을 끌고 있으며, 현대 예술가들은 볼펜 사용에 대한 인정을 받고 있다. 기술력, 상상력 및 혁신에 대한 한미 예술가 이일 은 1970년대 후반부터 대규모의 볼펜 전용 추상 작품을 제작해 왔다. 1980년대 이래로 Lennie Mace 은 목재와 데님을 포함한 비 전통적인 표면에 적용되는 다양한 내용과 복잡성의 상상력이 있는 볼펜 전용 작품을 만든다.  작가는 "PENtings"및 "Media Graffiti"와 같은 용어를 만들어 다양한 결과물을 설명했다. 최근 영국의 예술가 제임스 밀렌 (James Mylne) 은 대부분 검은색 볼펜을 사용하여 사실적인 아트웍을 만들고 있으며 때로는 혼합 매체 색상이 최소이다.
볼펜을 사용하여 아트웍을 만드는 것은 제한이 없다. 볼펜 아티스트들은 색상의 가용성과 빛에 대한 잉크의 감도를 걱정한다.  실수는 볼펜 아티스트에게 더 큰 위험을 초래한다. 선을 그린 후에는 일반적으로 지울 수 없기 때문이다.  또한, 예술적 목적으로 볼펜을 사용할 때 드로잉 표면에 잉크의 "블 러빙"과 잉크 흐름의 "스킵"을 고려해야 한다. 볼펜의 메커니즘은 비교적 변하지 않지만 잉크 구성은 수년 동안 특정 문제를 해결하기 위해 진화하여 빛에 대한 예측할 수 없는 감도와 어느 정도의 색바램을 초래했다.

## 조작

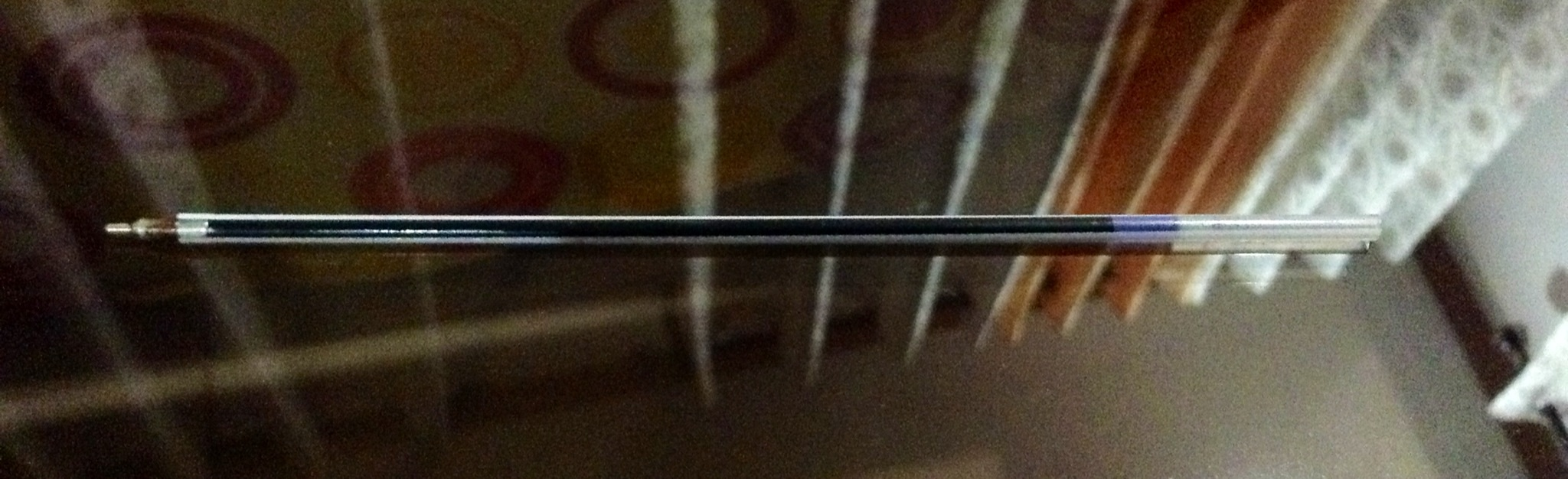
일회용 볼펜의 잉크 홀더

브랜드마다 디자인과 구성이 다르지만 모든 볼펜의 기본 구성 요소는 보편적이다. 볼펜 팁의 표준 구성 요소는 자유롭게 회전하는 "볼"자체 (필기 표면에 잉크 분배), 볼을 제자리에 고정하는 "소켓", 소켓을 통해 볼에 잉크를 공급하는 작은 "잉크 채널"및 볼에 잉크를 공급하는 독립형 "잉크 저장통"이 있다. 현대의 일회용 펜에서 좁은 플라스틱 튜브에는 잉크가 포함되어 있으며, 이 잉크는 중력에 의해 볼의 아래쪽으로 밀려난다. 황동, 강철 또는 텅스텐 카바이드를 사용하여 볼 베어링 모양의 포인트를 제조한 뒤, 황동 소켓에 보관한다.
이들 성분의 기능은 롤온 발한 억제제의 볼 어플리케이터와 비교될 수 있다. 더 큰 규모의 동일한 기술. 볼펜 팁은 저장소의 잉크와 외부 공기 사이의 "버퍼"역할을 하면서 필기 표면에 잉크를 전달하여 저장소의 속건성 잉크가 건조되는 것을 방지한다. 현대 볼펜의 평균 수명은 2년이다.
고정밀 기계와 얇은 고급 강철 합금 판이 필요하기 때문에 장시간 편안하게 쓸 수 있는 볼펜 팁은 생산하기 쉽지 않다. 2017년 기준 중국은 전 세계 볼펜의 약 80%를 생산하며 2017년 이전에 수입된 볼펜 팁과 금속 합금에 의존했다.
일반적인 볼펜은 대량 생산의 제품으로 구성 요소는 조립 라인에서 별도로 생산된다. 제조 공정의 기본 단계에는 잉크 제조, 금속 및 플라스틱 부품의 성형 및 조립이 포함된다. Marcel Bich는 저렴한 볼펜 생산에 참여했다.

## 표준
국제 표준화기구(ISO, International Organization for Standardization)는 (볼 포인트 및 롤러 볼펜)에 대한 표준을 발표했다.
ISO 12756
1998년: 필기구 -- 볼펜, 롤러 볼팬 -- 사전
ISO 12757-1
1998년: 볼 포인트 펜 및 다시 채우기 -- 부분 1: 일반 용도
ISO 12757-2
1998년: 볼 포인트 펜 및 다시 채우기 -- 부분 2: 문서용 (DOC)
ISO 14145-1
1998년: 롤러 볼 펜 및 다시 채우기 -- 부분 1: 일반 용도
ISO 14145-2
1998년: 롤러 볼 펜 및 다시 채우기 -- 부분 2: 문서용 (DOC)

## 기네스 세계 기록
- 세계에서 가장 큰 볼펜은 인도의 Acharya Makunuri Srinivasa가 제작했다. 펜의 길이는 5.5m(18피트 0.53인치)이다. 무게는 37.23kg (82.08파운드 1.24온스).[43]
- 세계에서 가장 인기있는 펜은 빅의 빅 크리스탈(Bic 's Bic Cristal)이며, 이 중 1,000억 번째는 2006년 9월에 판매되었다. 1950년에 출시되었으며 초 당 57대를 판매하여 다른 브랜드보다 훨씬 빠르다.[44]

## 같이 보기
- 펜의 종류, 상표, 제조사 목록
- 젤펜
- 롤러볼 펜
- 개폐식 펜
- 볼펜 나이프
- 볼펜 마우스